# Герб Чили
Герб Чили — один из государственных символов Чили. Герб был принят в 1834 году, автором является англичанин Чарльз Вуд Тейлор (англ. Charles Wood Taylor).
Геральдический щит со звездой в национальных цветах Чили держат андский кондор (Vultur gryphus) справа и южноандский олень (Hippocamelus bisulcus) слева, которые являются одними из символов Анд, вдоль которых протянулась страна. Внизу герба располагается лента с девизом «Por la Razón o la Fuerza» («Правом или силой»).

## История

Герб Чили 1812—1814

Первый герб Чили был принят в 1812 году. Главным элементом герба выступает колонна, представляющая Дерево Свободы. В довершение этой колонны расположен глобус земного шара; над глобусом располагаются пересечённые копьё и пальмовая ветвь, над которыми находится звезда.
Щитодержателями выступают индейские мужчина и женщина. Сверху и снизу располагаются девизы на латыни: «Post Tenebras Lux» сверху и «Aut Consilio Aut Ense» снизу.
В 1817 появилось 2 новых проекта герба.

Герб Чили 1818

В 1818 появился новый проект герба, который был одобрен 23 сентября 1819 г. В овальном синем поле щита располагалась колонна, стоящая на белом мраморном пьедестале. Сверху колонны девиз «Libertad» (свобода), выше которого 3 звезды, верхняя из которых представляет Сантьяго.
Щит по бокам окружают две маленькие ветви лавра, обвитые трёхцветной лентой, и различные типы геральдических символов вооружений, представляющие: конницу, пехоту, артиллерию.